# Kristinehamn (gemeente)
Kristinehamn is een Zweedse gemeente in Värmland. De gemeente behoort tot de provincie Värmlands län. Ze heeft een totale oppervlakte van 1392,4 km² en telde 23.990 inwoners in 2004.

## Plaatsen
- Kristinehamn (stad)
- Björneborg
- Bäckhammar
- Ölme
- Nybble (Kristinehamn)